# Coppélia

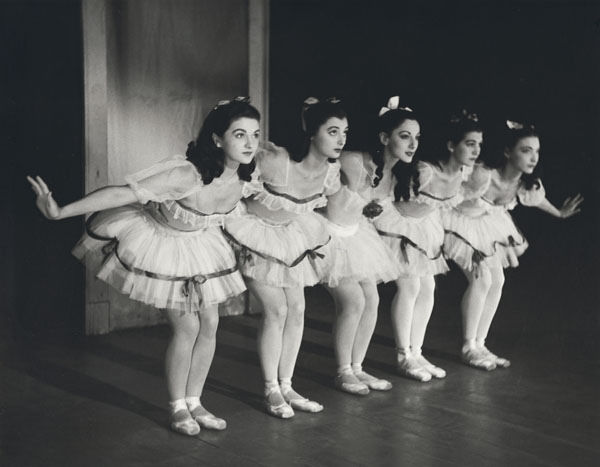
Swanildas vriendinnen (Nationaal Ballet Canada, 1952)

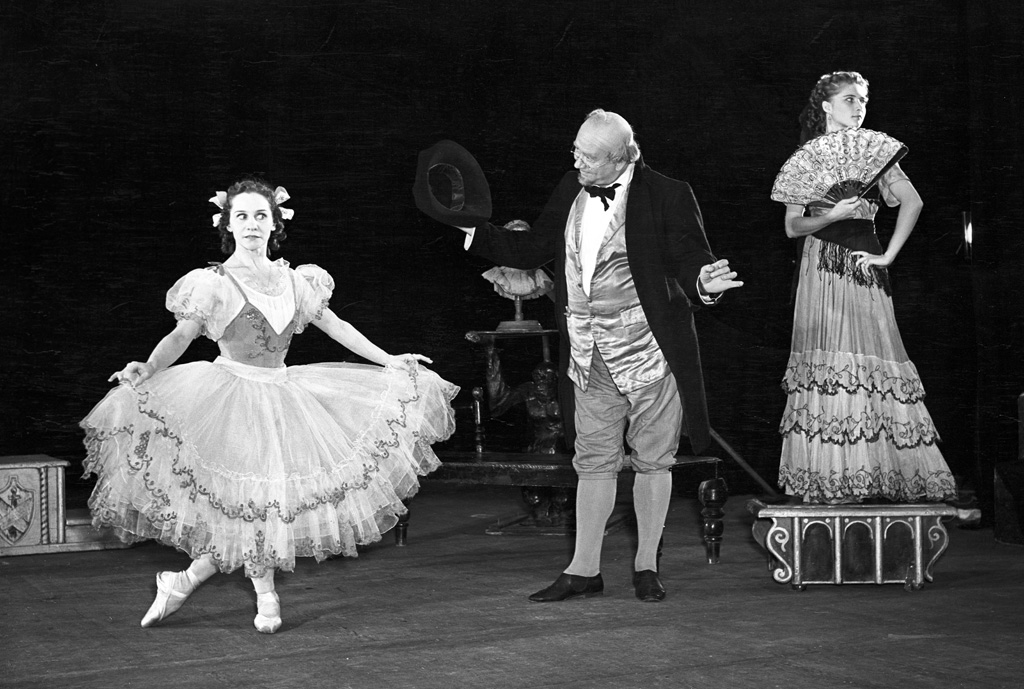
Swanilda doet alsof ze Coppélia is (Bolsjojballet, 1957)

Coppélia, of het meisje met de ogen van glazuur (Frans: Coppélia, ou la fille aux yeux d'émail), vaak ingekort tot Coppélia, is een komisch romantisch ballet in twee bedrijven. Het ballet vertelt het verhaal van een pop die op mysterieuze wijze tot leven komt. Het Ballet du Théatre bracht het stuk in première op 25 mei 1870 in de Salle Le Peletier te Parijs. Het libretto werd geschreven door Charles Nuitter naar het verhaal Der Sandmann van de Duitse schrijver Ernst Hoffmann. De oorspronkelijke choreografie is van Arthur Saint-Léon op muziek die Léo Delibes voor het ballet componeerde.
Coppélia betekende een opmerkelijke maar kortstondige heropleving van ballet als een kunstvorm in Frankrijk. Onder meer Lev Ivanov, George Balanchine en Roland Petit voorzagen latere producties van het ballet van een nieuwe choreografie.

## Verhaal

### 1e bedrijf
Het plein van een Silezisch stadje, bestaande uit zonderlinge huisjes met een puntdak. Eén huis heeft tralies voor de ramen en een massieve deur. Dit is de speelgoedwinkel van dr. Coppélius, een maker van levensgrote poppen met klokwerk. De dorpelingen geloven dat Coppélius over magische krachten beschikt.
Swanilda, een jonge vrouw, is de eerste die op scène komt. Zij probeert de aandacht te trekken van een lezend meisje bij het raam van dr. Coppélius' huis. Het meisje negeert Swanilda. Dan verschijnt Franz, de verloofde van Swanilda. Swanilda verstopt zich speels wanneer ze Franz ziet aankomen. Ook Franz groet het meisje in het huis van Coppélius. Hem begroet ze met een stijve buiging. Hoewel 'Coppélia' de hele tijd roerloos zit te lezen, is Franz gebiologeerd door haar schoonheid. Swanilda komt nu uit haar schuilplaats tevoorschijn. Met schijnbare vreugde jaagt ze een vlinder na die Franz uiteindelijk vangt. In een mime-scène die volgt, confronteert Swanilda Franz met zijn ontrouw.
De burgemeester komt op. Hij is opgetogen. Een grote persoonlijkheid deed de stad een klok cadeau. Morgen is er een groot feest. De burgemeester adviseert jonge koppels om van de gelegenheid gebruik te maken om te trouwen. Hij vraagt ook Swanilda en Franz of ze van plan zijn om te trouwen. Swanilda antwoord met argeloos dat Franz niet meer van haar houdt. Om dit kracht bij te zetten plukt ze een maïskolf en houdt die bij haar oor. Ze doet alsof de maïskolf haar stelling bevestigt. Franz neemt de maïskolf en luistert ook. Hij ontkent de beschuldiging, maar zijn vrienden steunen Swanilda voor de grap. Een volksmassa vormt zich en er wordt een csárdás gedanst.
Later die dag verlaat Coppélius zijn speelgoedwinkel. Een bende onstuitbare jongeren drommen rond Coppélius en plagen hem. De oude man laat zonder het te beseffen zijn sleutel vallen. Wanneer Swanilda met enkele vriendinnen naar huis terugkeert, vindt ze de sleutel. Met enige schroom opent ze de winkeldeur. De meisjes gaan naar binnen.

### 2e bedrijf
Eerste scène. De speelgoedwinkel van dr. Coppélius. Klokwerken speelgoed ligt verspreid op de vloer, roerloos en ietwat angstaanjagend voor de bedeesde meisjes. Om welk speelgoed het gaat varieert per productie. Origineel ging het om een Perzisch filosoof die de pagina's in zijn boek omslaat, een zwarte met een kromsabel, een Moor met cymbalen die op een kussen hurkt, en een Chinees met een hakkebord. Het Sadler's Wells Ballet opteerde voor een kruisvaarder, een pierrot, een gezeten Chinees en een meisje met een telescoop. Het International Ballet ging voor een Chinees, een jongleur, een astroloog, een Moor, een harlekijn en twee ridders.
De meisjes schuiven hun schroom aan de kant en zetten het speelgoed in werking. De poppen maken hun mechanische bewegingen en de meisjes zijn gefascineerd. Aan het raam vindt Swanilda het lezende meisje. Al vlug ontdekt ze dat ze haar jaloezie verspilde aan een pop – Coppélia. Coppélius keert terug en jaagt de meisjes weg. Alleen Swanilda, die zich bij Coppélia verbergt., blijft achter. Dan klimt Franz door het raam naar binnen. Hij is ook naar Coppélia op zoek gegaan. Coppélius nodigt hem uit en bewerkt hem met wijn tot hij stomdronken is. De oude speelgoedmaker wil zich aan een experiment wagen. In een oud boek vond hij een magisch proces om een levende geest over te brengen naar zijn favoriete pop, Coppélia.
Coppélius' vreugde kent geen grenzen wanneer het experiment geslaagd lijkt. Wat hij niet weet is dat Swanilda zichzelf in de outfit van de pop kleedde. Zij gedraagt zich nu alsof ze een machine is. Na enige tijd kan Swanilda echter haar eigen vrolijke en onberekenbare gedrag niet langer inhouden. Ze rent door de winkel, zet de andere poppen in gang en duwt ze omver. Ze plaagt Coppélius zonder genade. In een poging om Coppélia tevreden te houden, geeft de oude man haar een waaier en een sjaal. Coppélia/Swanilda brengt daarop een Spaanse dans. Nadien geeft Coppélius haar een tartan. Zij danst dan een highland fling.
Swanilda raakt het spelen moe. Ze scheurt enkele pagina's uit het spreukenboek, bedreigt Coppélius met een zwaard en richt verdere verwoesting aan. Dan schudt Franz wakker en de twee omhelzen elkaar. Zelfs de oude Coppélius begrijpt nu dat hij is beetgenomen. Hij vindt zijn pop terug bij het raam, ontdaan van haar kleed en pruik. Overweldigd zakt hij naast de pop neer terwijl Swanilda en Franz hun liefde herontdekken.
Tweede scène (soms het derde bedrijf). Op een statig landhuis staan verschillende koppels op het punt om te trouwen. Onder hen ook Swanilda en Franz. Coppélius verschijnt en eist compensaties van Swanilda voor de schade die ze aanrichtte. Zij biedt hem haar bruidsschat aan. De grote persoonlijkheid die de klok cadeau deed komt echter tussen. Hij stopt een zak geld in de handen van de speelgoedmaker en opent de feestelijkheden. De stadsomroeper laat tal van figuren aantreden: de Vroege Uren, Dageraad, Gebed, Huwelijk (voorgesteld door Hymen en Cupido), en de Werkuren (voorgesteld door spinners en oogsters). Allemaal brengen ze passende dansen. Daarna brengen Franz en Swanilda ieder een variatie. In de finale levert de hele compagnie een vrolijk en levendig ensemble.

## Muzikale opbouw

### Ouverture
- Prélude et Mazurka 

### Acte 1
- Valse Lente 
- Scène 
- Mazurka
- Scène 
- Ballade des épis de maïs 
- Thème slave varié 
- Csárdás, sortie 
- Finale. 

### Entr’acte
Entracte et valse. 

### Acte 2
- Scène   
- Scène 
- Musique des automates 
- Scène 
- Chanson à boire 
- Valse de la poupée 
- Scène
- Boléro 
- Gigue 
- Finale. 

### Acte 3
- Marche de la cloche
- Introduction (de la fête de cloche)
- Valse des heures 
- L'Aurore 
- La Prière 
- Le Travail 
- Noces villageoises 
- La Discorde et la guerre 
- La Paix 
- Danse de fête 
- Galop Final.

## Personages

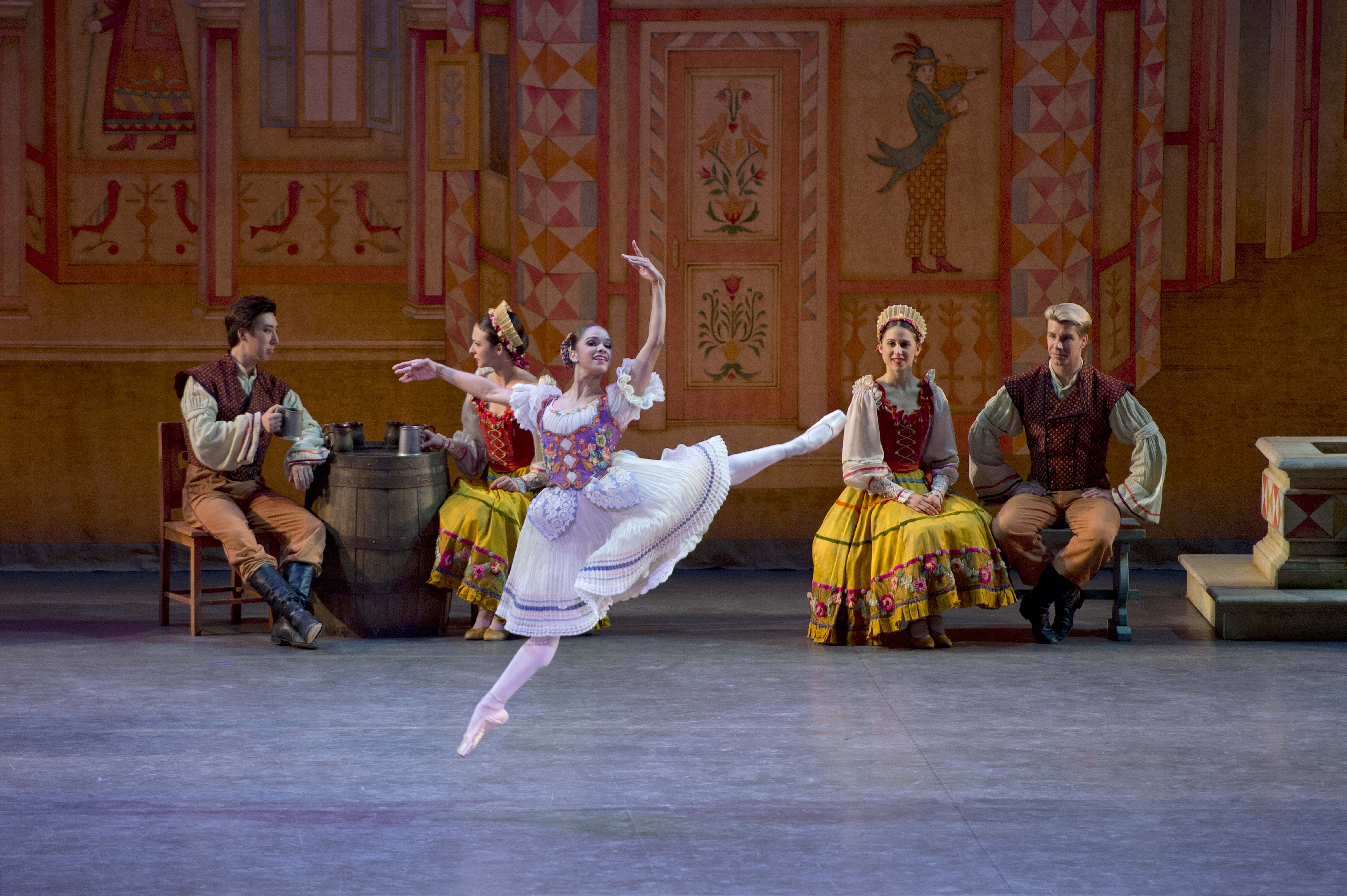
Swanildas vreugdesprong (Abu Dhabi Festival, 2014)

De volgende personages zijn van belang in Coppélia:
- Swanilda - Een jonge vrouw en de verloofde van Franz. Zij wordt jaloers op Coppélia en zoekt haar op. Wanneer ze de waarheid leert, plaagt ze Coppélius door te doen alsof zij Coppélia is. Swanilda is een soubrette, een vrolijk en soms ondeugend (dienst)meisje. Ze is humoristisch, levendig en coquette. Het karakter werd in de commedia dell'arte en het 18e-eeuws vaudevilletheater ontwikkeld.[1] Opmerkelijk is dat de soubrette in Coppélia de hoofdrol krijgt. Swanilda is dus een démi-caractère tussen een klassieke en een karakterrol in. Ze staat symbool voor jeugdigheid en realisme.
- Franz - Een jonge man en de verloofde van Swanilda. Hij raakt geïntrigeerd door de mysterieuze Coppélia. De rol van Franz is technisch beperkt, met vooral enkele pirouettes en jetés in de variatie op het einde als hoogtepunt van zijn choreografie. Franz werd aanvankelijk vertolkt door een vrouw in mannenkleren. In de oorspronkelijke productie nam danseuse Eugénie Fiocre de rol op zich. Dit was een gevolg van de teloorgang van mannelijke dans in ballet sinds de romantiek.[2] Zulke travestie maakte tot na de Tweede Wereldoorlog deel uit van de Parijse balletscene.[3] Ook later werd de rol nog aan vrouwen gegeven. In 1967 danste Yvonne Cartier als Franz in het ballettoneel Two Coppélias. Haar performance werd omschreven als "mannelijk op een gestileerde en charmant androgyne manier".[4]
- Coppélia - Mysterieuze vrouw die de aandacht van Franz en Swanilda trekt. Zij blijkt een pop te zijn die dr. Coppélius maakte. Coppélia is de afspiegeling van de onbereikbare of ideale vrouw. Ze is een droombeeld en belichaamt een ideaal dat niet bestaat. Volgens choreografe Maguy Marin veroorzaakt die idealisering de vernietiging van de echte liefde tussen Franz en Swanilda. Zij ziet in het verhaal een feministische metafoor voor de conformiteit van vrouwen aan een fantasie.
- Dr. Coppélius - Getalenteerd poppenmaker die zijn favoriete creatie Coppélia tot leven wil brengen. Hij wordt vandaag vooral opgevoerd als onbetekenend klein figuur, een beetje pathetisch en ridicuul. In het verleden was hij ook een afwezige, goedaardige geleerde. Balletcriticus C.W. Beaumont contrasteert die portretteringen met de figuur uit Ernst Hoffmanns basismateriaal. Daar is hij een sinister en briljant mechanicus. Volgens Beaumont moet Coppélius een dramatisch element aan het ballet toevoegen, zeker geen comic relief.[5] Het verhaal van Hoffmann stamt uit de periode dat geleerden met automatons experimenteerden. Net als bij heer Drosselmeyer in De notenkraker, een speelgoedmaker uit een ander verhaal van Hoffmann, werd de volkse connotatie met zwarte magie echter bewust afgezwakt voor het ballet.[1] Coppélius brengt nog steeds serieuze thema's en een trieste ondertoon in de komedie Coppélia binnen. Toch staat hij vooral symbool voor de excentriekeling die in een fantasiewereld leeft.

Swanilda en Franz steunen op het typetje van de komische minnaars uit de commedia dell'arte. Hun romance zit vol trucjes en grappen. De liefde tussen Lisa en Colin uit het ballet La fille mal gardée (1786) leverde een basis voor dit patroon. Eenzelfde komische verhouding van geliefden is zichtbaar tussen Harlequin en Columbine uit het balletstuk Carnaval (1910). Ook de beweging in Coppélia gaat ook terug op de commedia dell'arte. Het vangen van de vlinder door Franz en de routine van de klokwerkspeeltjes werden uit het repertoire van de harlekijnsfiguur gelicht.

## Choreografie

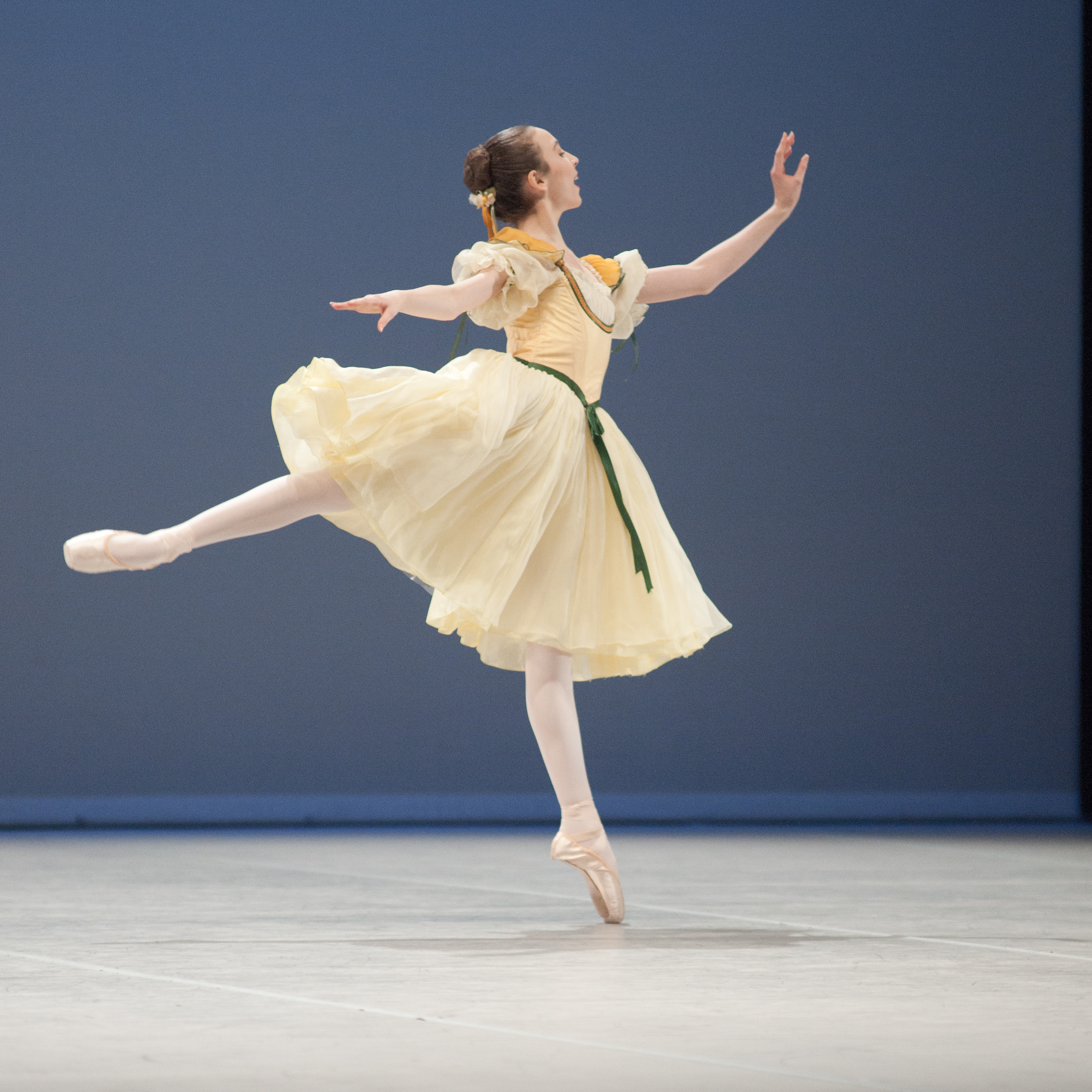
Alexandra Valavanis (Lausanne, 2010)

De oorspronkelijke choreografie bij Coppélia werd in 1870 ontworpen door Arthur Saint-Léon. Zijn grootste innovatie in dit ballet was de inclusie van de csárdás, een Oostenrijks-Hongaarse volksdans. De choreograaf suggereerde de opname van de dans aan Charles Nuitter toen die het libretto voor Coppélia schreef. Dit was de eerste maal dat een duidelijk type nationale dans in een academisch ballet werd opgenomen. De suggestie van Saint-Léon had een invloed op latere balletten. De opname van nationale dansen werd populair bij zowel de choreografen als het publiek. Ook op het hoogtepunt van het klassiek ballet houdt deze trend stand, zoals zichtbaar is in de Petipa-Ivanov-Tsjaikovski producties van Doornroosje, De notenkraker, en Het zwanenmeer voor het Mariinskiballet.
Lev Ivanov maakte in 1884 op vraag van Marius Petipa een eigen choreografie bij Coppélia voor het Mariinskitheater. Dit was voor Ivanov de eerste kans om in zijn eigen stijl en muzikaliteit te werken. Hij deed voor zijn choreografie een beroep op balletdanser en -leraar Enrico Cecchetti. Cecchetti, die zichzelf niet als choreograaf zag, assisteerde vermoedelijk in de ensembles en de passen voor mannelijke rollen. Hoe sterk Ivanov zich op Saint-Léon baseerde, is niet gekend. Wel is de oorspronkelijke choreografie tot in de 20e eeuw relatief goed bewaard gebleven bij de Parijse Opera.
Paulette Dynalix, die nog de rol van Franz en travesti danste, reconstrueerde wat er van Saint-Léons passen overbleef in 1967. Ze deed dit voor het ballettoneel Two Coppélias van Peter Brinson, de directeur van het reizende Ballet For All van het Royal Ballet. In moderne producties worden de divertissements van het trouwfeest vaak geschrapt. Indien ze toch behouden worden, gaat het om een apart bedrijf.

## Kostuums en decor

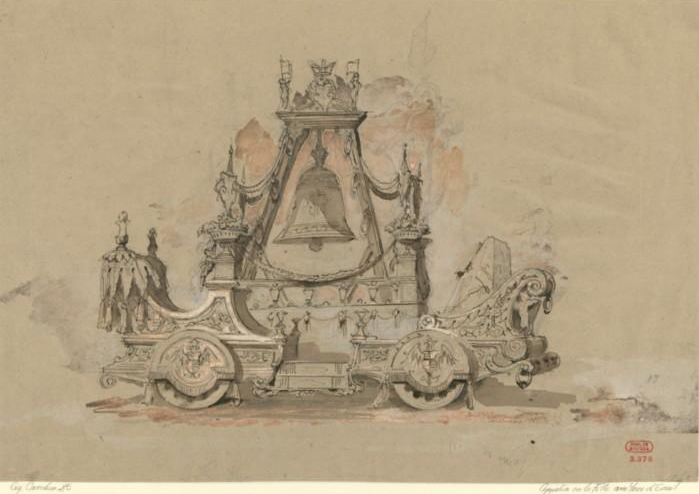
Detail voor het decor van het tweede bedrijf, tweede scène, van de originele productie (1870)

Alfred Albert ontwierp de kostuums voor de eerste productie van Coppélia. Hij maakte zijn kostuums in lijn met de snel traditioneel wordende belvormige tutu. Daarnaast maakte hij voor de uitdrukking van de setting in Silezië en de demi-caractère-rollen gebruik van elementen uit nationale klederdracht. Het decor voor het stadje in Coppélia moet eenzelfde Oostenrijks-Hongaarse uitstraling hebben. Het interieur van Coppélius' speelgoedwinkel brengt het best de sfeer van het tweede bedrijf over indien het muf en weinig gedecoreerd is. Samen met de lichte setting van een overwegend komisch ballet geeft dit weinig uitdaging voor een setontwerper.
William Chappell ontwierp het decor voor de eerste naoorlogse productie van Coppélia. De winkel van Coppélius stelde hij voor als een showroom in industriële tentoonstelling. Mitislav Dobuzjinski produceerde de sets voor een uitvoering door de Ballet Russe de Monte Carlo in 1936. Osbert Lancaster deed de aankleding voor het Sadler's Wells Ballet in 1954. Zijn stadje had een kleine barokke kerk en het huis van Coppélius was somber. Zijn kostuums waren vereenvoudigde plattelandskleren met een patroon dat kruissteek-borduurwerk suggereerde.

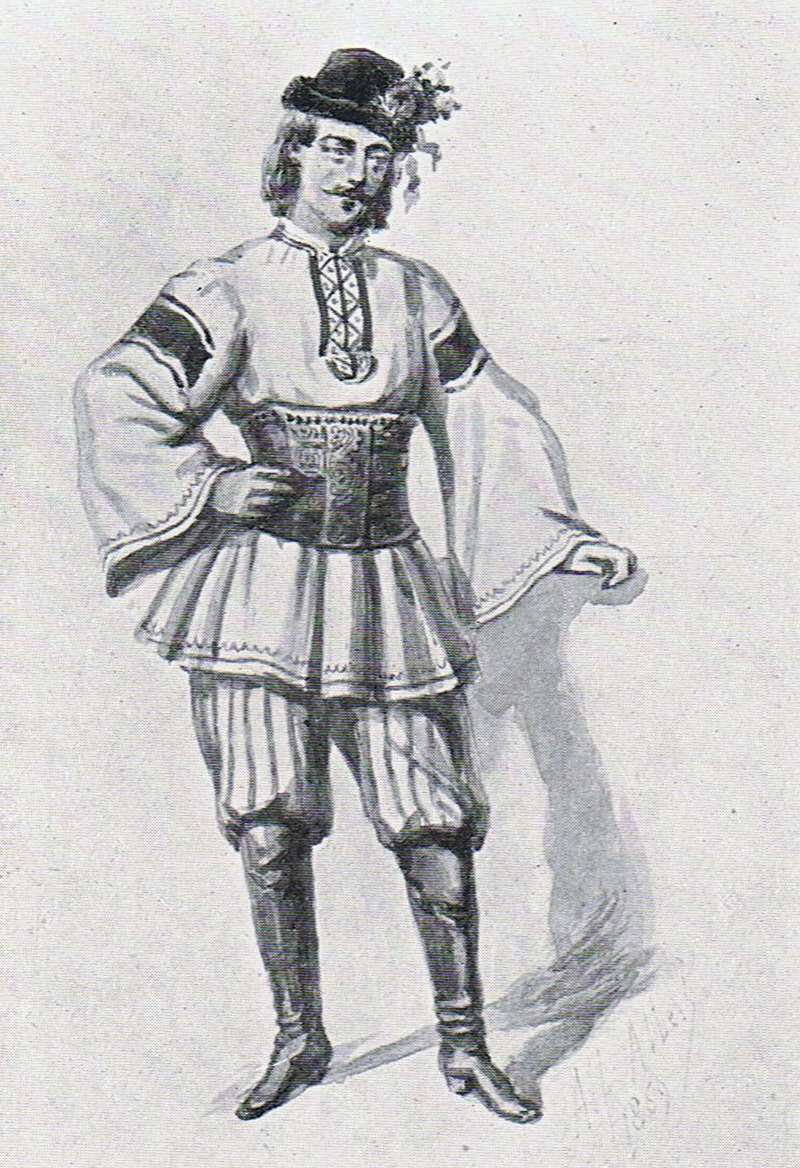
Ontwerp voor mannelijk csárdás-danser (1870)
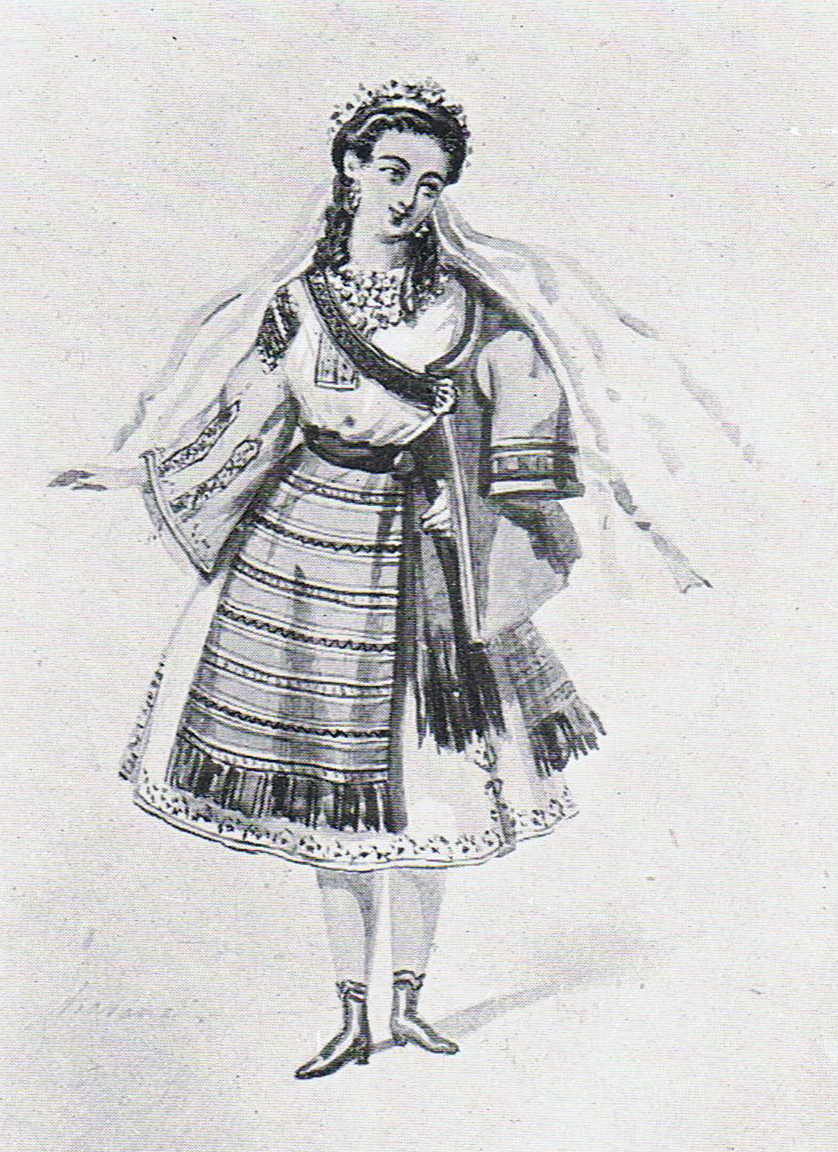
Ontwerp voor vrouwelijk csárdás-danser (1870)
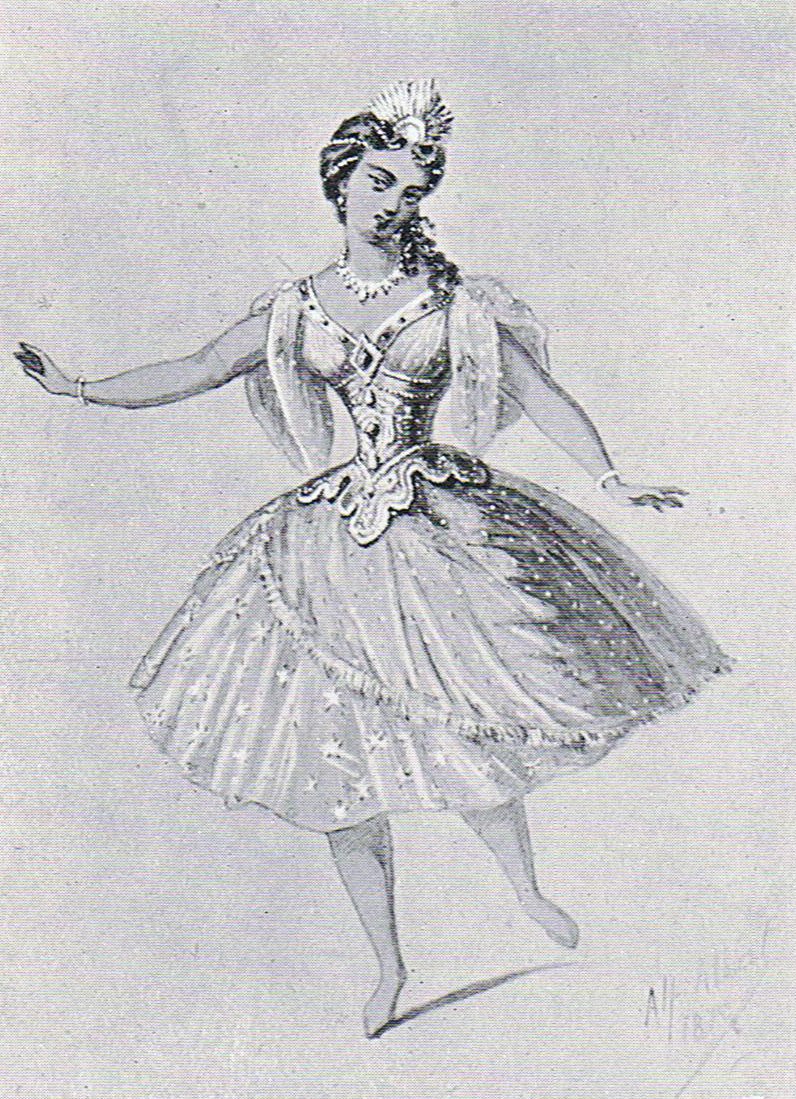
Kostuumontwerp voor Dageraad (1870)

## Producties

### Originele productie
In de tweede helft van de 19e eeuw gaat het ballet als kunstvorm stevig achteruit. Buiten de gezelschappen in Rusland en Denemarken verdwijnt de mannelijke danseur nagenoeg helemaal. Ook in Parijs evolueerde het ballet tot een veredelde peepshow of burleske variété. In die context zorgde Coppélia voor een opmerkelijke maar korte heropleving van kwalitatief ballet. De archivaris van de Parijse Opera, Charles Nuitter, schreef het libretto voor Coppélia in samenwerking met choreograaf Arthur Saint-Léon. Zij baseerden zich op het verhaal Der Sandmann van de Duitse schrijver Ernst Hoffmann. Nuitter begreep dat de romantische horror van Hoffmann in het ballet moest worden afgezwakt. Samen met Saint-Léon bedacht hij de heldin Swanilda en de liefdestest voor Franz.
Léontine Beaugrand zou aanvankelijk de rol van Swanilda krijgen. Na drie jaar repeteren werd de ballerina echter vervangen. Emile Perrin, directeur van de Opéra, verkoos de vijftien jaar oude Guiseppina Bozzacchi. Hij dacht de productie met die wissel rendabeler te maken. Op 25 mei 1870 ging het stuk in première. Bozzacchi kwam kort daarna om bij het beleg van Parijs tijdens de Frans-Pruisische Oorlog. Voor de revival van Coppélia in 1871 danste Léontine Beaugrand, voor wie de rol eigenlijk ontworpen was, alsnog als Swanilda. De danseuse Eugénie Fiocre was en travestie te zien als Franz.

### Latere producties
Choreograaf Lev Ivanov en balletdanser- en leraar Enrico Cecchetti bedachten een nieuwe choreografie voor Coppélia in 1884. Dit gebeurde op vraag van Marius Petipa, hoofdchoreograaf bij het Mariinskiballet van Sint-Petersburg. Door toedoen van Adeline Genée kwam het balletstuk in 1906 naar Londen. Genée had in die productie de rol van Swanilda. Het was moedig om de volledige productie te brengen aangezien het publiek toen van ballet niet meer verwachtte dan een afleiding in de music hall.
Nicolai Sergejev reconstrueerde de choreografie van Ivanov en Cecchetti uit zijn geheugen voor de versie van het Vic-Wells Ballet uit 1933. Hierin danste Lydia Lopokova als Swanilda. Zij werd in latere opvoeringen eerst opgevolgd door Ninette de Valois en dan Mary Honer. Het gezelschap bracht een revival in 1940, nu als het Sadler's Wells Ballet. Mary Honer was inmiddels naar de musicalscene vertrokken, waardoor ballerina Margot Fonteyn de hoofdrol overnam. Het Ballet Russe de Monte Carlo bracht het stuk in 1936. Nicolai Sergejev liet zijn geheugen opnieuw werken voor het International Ballet in 1944. Ditmaal werd de choreografie echter toegeschreven aan Marius Petipa.. Mona Inglesby danste voor die productie in de rol van Swanilda.
Paulette Dynalix, die Franz eerder en travesti danste, reconstrueerde wat overbleef van de oorspronkelijke choreografie van Saint-Léon in 1967. Ze deed dit voor het ballettoneel Two Coppélias van Peter Brinson, de directeur van het reizende gezelschap Ballet For All van het Royal Ballet. In dat stuk danste Yvonne Cartier als Franz. In 1974 produceerde het San Francisco Ballet Coppélia als hun eerste volledige ballet. De choreografie was van Willam Christensen. Datzelfde jaar bracht George Balanchine zijn versie met het New York City Ballet.

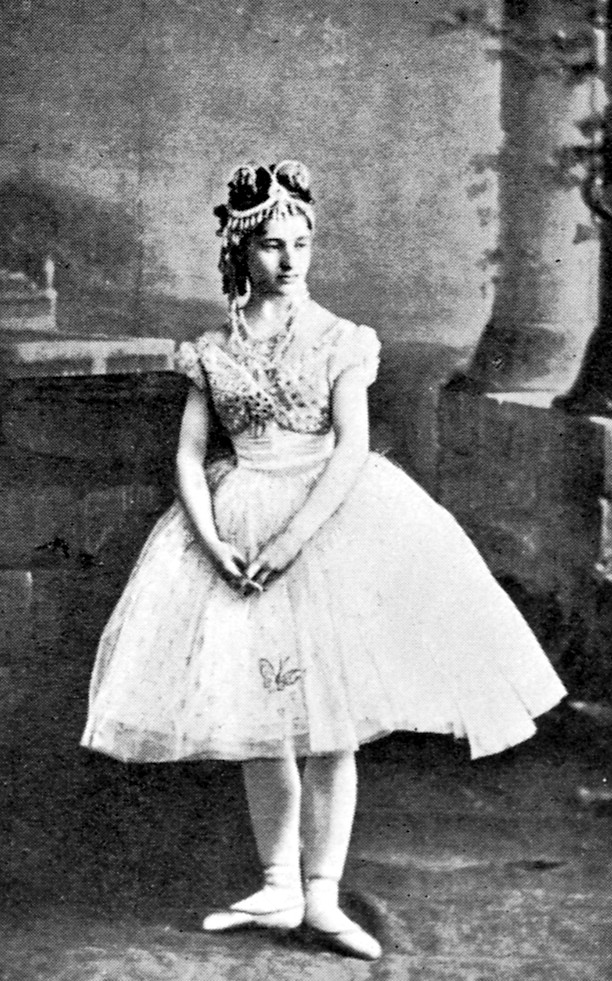
Giuseppina Bozzacchi (Ballet du Théatre, 1870)
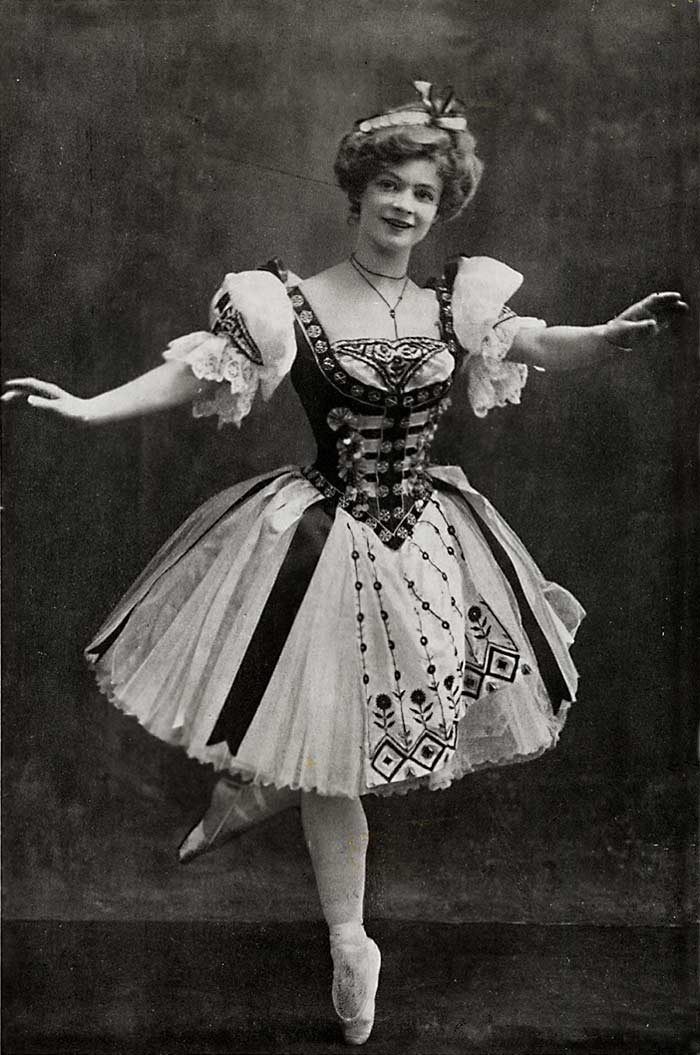
Adeline Genée (Koninklijk Deens Ballet, 1900)
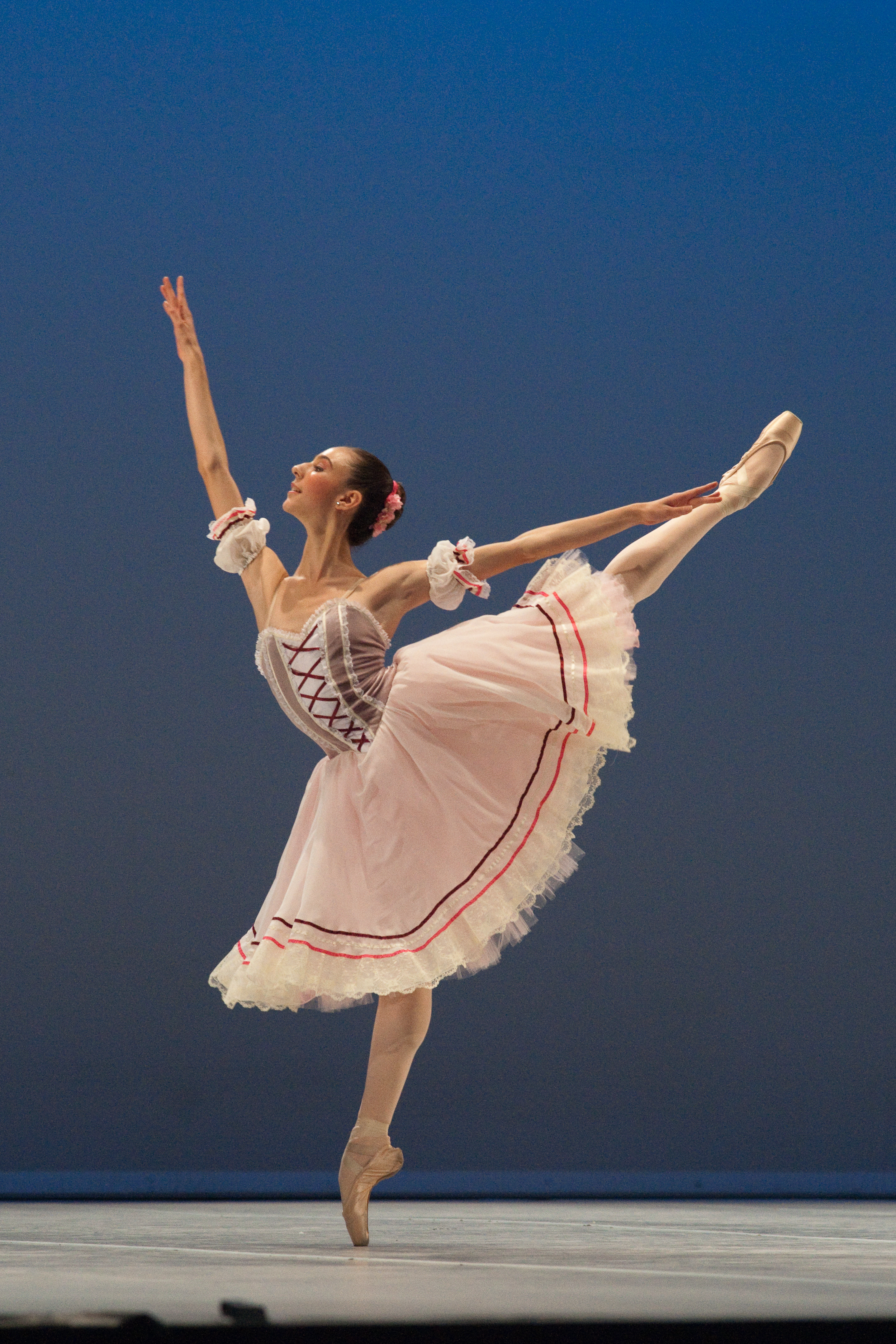
Wilma Haydee Giglio (Prijs van Lausanne, 2010)